# Большой Касалкун
Большой Касалкун (осет. Стыр Кæсагджын, дигор. Стур Кæсалггун) — река в России, протекает в Республике Северная Осетия-Алания. Впадает в реку Лескен. Длина реки составляет 16 км. 

## Данные водного реестра
По данным государственного водного реестра России относится к Западно-Каспийскому бассейновому округу, водохозяйственный участок реки — Терек от впадения реки Урух до впадения реки Малка, речной подбассейн реки — Подбассейн отсутствует. Речной бассейн реки — Реки бассейна Каспийского моря междуречья Терека и Волги.
По данным геоинформационной системы водохозяйственного районирования территории РФ, подготовленной Федеральным агентством водных ресурсов:
- Код водного объекта в государственном водном реестре — 07020000412108200003976
- Код по гидрологической изученности (ГИ) — 108200397
- Код бассейна — 07.02.00.004
- Номер тома по ГИ — 08
- Выпуск по ГИ — 2